# Danmarks Grundforskningsfonds Center for Sortehavsstudier
Danmarks Grundforskningsfonds Center for Sortehavsstudier er et arkæologisk-historisk forskningscenter, der ligger ved Aarhus Universitet, og som forsker i Sortehavsområdet i den græsk-romerske oldtid (700 f.Kr.-325 e.Kr.).
Centret startede sit virke i 2002 og er finansieret af Danmarks Grundforskningsfond. Det ledes af Pia Guldager Bilde (mag.art. i klassisk arkæologi).
Centret ud giver en videnskabelig engelsksproget serie (Black Sea Studies) og en mere formidlende dansk serie (Sortehavsstudier). Det arrangerer desuden internationale konferencer om sortehavsrelaterede emner.

## Links
- Centrets hjemmeside Arkiveret 5. november 2020 hos  Wayback Machine